# Cassini-Gletscher
Der Cassini-Gletscher ist ein steiler Gletscher im ostantarktischen Viktorialand. In den Denton Hills fließt er vom Hobbs Ridge in nordwestlicher Richtung zwischen dem Goat Mountain und dem Bonne-Gletscher zum Blue Glacier.
Die Benennung des Gletschers erfolgte 1993 durch das New Zealand Geographic Board. Benannt ist er nach der Cassini-Projektion in der Darstellung von Landkarten, die der französische Geodät und Astronom César François Cassini de Thury (1714–1784) entwickelte.